# Sénat (Finlande)
Pour les articles homonymes, voir Sénat.
Le Sénat de Finlande (en finnois : Suomen senaatti) exista de 1816 à 1917  dans le Grand-duché de Finlande et de 1917 à 1918 dans la République de Finlande. 
Il recouvre les attributions du Conseil des ministres et de la Cour suprême.

## Histoire
Le sénat est établi en 1809 sous le nom de Conseil du gouvernement (en finnois : hallituskonselji) En 1816, l'institution est renommée en Sénat par le Alexandre Ier, pour montrer qu'il était l'équivalent du sénat russe. Le sénat était dirigé par le Gouverneur général de Finlande. Les membres du Sénat devaient être citoyens finlandais Les sénateurs sont nommés pour 3 ans avec l'autorisation du Tsar. Les sénateurs peuvent rester Sénateurs pour dix ans sur renouvellement de l'autorisation
Le Sénat avait deux chambres la chambre économique et la chambre juridique, en 1822 chaque chambre nomme un vice-président finlandais. À partir de 1858 les membres du sénat sont appelés sénateurs. Après la Révolution de Février en Russie le vice-président de la chambre économique devient Président du sénat. La Guerre civile finlandaise entraîne le déménagement du sénat à Vaasa du 29 janvier au 3 mai 1918. En 1918 la chambre économique devient le Conseil des ministres et la chambre juridique devient la Cour suprême de Finlande et la Cour suprême administrative de Finlande de la République de Finlande. Le vice-président de la chambre économique devient le Premier ministre de Finlande, et les autres sénateurs sont nommés ministres.

## Présidents et Vice-présidents du Sénat
Avant 1917 voir Gouverneurs généraux de Finlande

### Présidents du Sénat
| Président             | période     |
| --------------------- | ----------- |
| Antti Oskari Tokoi    | (1917)      |
| Eemil Nestor Setälä   | (1917)      |
| Pehr Evind Svinhufvud | (1917–1918) |
| Juho Kusti Paasikivi  | (1918)      |

### Vice-présidents de la commission économique
| Vice-président                     | période     |
| ---------------------------------- | ----------- |
| Carl Erik Mannerheim               | (1822–1826) |
| Samuel Fredrik von Born            | (1826–1828) |
| Anders Henrik Falck                | (1828–1833) |
| Gustaf Hjärne                      | (1833–1841) |
| Lars Gabriel von Haartman          | (1841–1858) |
| Johan Mauritz Nordenstam           | (1858–1882) |
| Edvard Gustaf af Forselles         | (1882–1885) |
| Samuel Werner von Troil            | (1885–1891) |
| Sten Carl Tudeer                   | (1891–1900) |
| Constantin Linder                  | (1900–1905) |
| Emil Streng                        | (1905)      |
| Leopold Henrik Stanislaus Mechelin | (1905–1908) |
| Edvard Immanuel Hjelt              | (1908–1909) |
| August Johannes Hjelt              | (1909)      |
| Anders Wirenius                    | (1909)      |
| Vladimir Ivanovitch Markov         | (1909–1913) |
| Mihail Mihailovits Borovitinov     | (1913–1917) |
| Anders Wirenius                    | (1917)      |

### Vice-présidents de la commission juridique
| Vice-président               | période     |
| ---------------------------- | ----------- |
| Carl Edvard Gyldenstolpe     | (1822–1831) |
| Axel Gustaf Mellin           | (1831–1854) |
| Lars Sackleen                | (1854–1865) |
| Otto Reinhold af Schultén    | (1865–1874) |
| Robert Isidor Örn            | (1874–1877) |
| Johan Philip Palmén          | (1877–1896) |
| Robert August Montgomery     | (1896–1898) |
| Carl Adolf Theodor Cederholm | (1898–1900) |
| Carl August af Nyborg        | (1900–1902) |
| Johan Gustaf Sohlman         | (1902–1905) |
| Rabbe Axel Wrede af Elimä    | (1905–1909) |
| Daniel Woldemar Åkerman      | (1910–1913) |
| Felix Florentin Saarikoski   | (1913–1917) |
| August Nybergh               | (1917–1918) |